# Barèges
Barèges (Barètge in guascone) è un comune francese di 235 abitanti situato nel dipartimento degli Alti Pirenei nella regione dell'Occitania.

## Società

### Evoluzione demografica
Abitanti censiti